# María Jesús Alvarado Rivera
María Jesús Alvarado Rivera, född 1878, död 1971, var en peruansk feminist och författare.
Hon tillhörde pionjärerna för kvinnorörelsen i Peru. Hon grundade och var ordförande av Evolución Femenina 1914, och Peruvian National Women's Council 1923. 